# Jérôme Lymann
Jérôme Lymann (* 2. April 1996 in St. Gallen) ist ein ehemaliger Schweizer Snowboarder. Er startete im Snowboardcross.

## Werdegang
Lymann, der für den SC Flumserberg startete, trat im März 2013 in Arosa erstmals im Snowboard-Weltcup an, wo er den 57. Platz belegte. Zuvor gewann er bei den Juniorenweltmeisterschaften 2013 in Erzurum die Bronzemedaille im Snowboardcross. In den folgenden Jahren bis 2019 absolvierte er 36 Weltcups. Seine beste Platzierung erreichte er im September 2017 am Cerro Catedral mit dem 11. Platz. Sein bestes Gesamtergebnis im Weltcup war in der Saison 2014/15 der 13. Platz im Snowboardcross-Weltcup. Im Europacup errang in der Saison 2013/14 den zweiten Platz in der Snowboardcrosswertung. Bei den Juniorenweltmeisterschaften 2016 in Rogla holte er zusammen mit Kalle Koblet die Goldmedaille im Teamwettbewerb Bei den Snowboard-Weltmeisterschaften 2015 am Kreischberg fuhr er auf den 34. Platz und bei den Snowboard-Weltmeisterschaften 2019 in Park City auf den 37. Rang. Bei seiner einzigen Olympiateilnahme im Februar 2018 in Pyeongchang belegte er den 16. Platz. In den Jahren 2014, 2016 und 2019 wurde er Schweizer Meister. Nach mehreren Verletzungen beendete er nach der Saison 2020/21 seine Karriere.

## Teilnahmen an Weltmeisterschaften und Olympischen Winterspielen

### Olympische Winterspiele
- 2018 Pyeongchang: 16. Platz Snowboardcross

### Snowboard-Weltmeisterschaften
- 2015 Kreischberg: 34. Platz Snowboardcross
- 2019 Park City: 37. Platz Snowboardcross

## Weltcup-Gesamtplatzierungen
| Saison  | Snowboardcross | Snowboardcross |
| Saison  | Punkte         | Platz          |
| ------- | -------------- | -------------- |
| 2012/13 | 13             | 89             |
| 2013/14 | 72             | 64.            |
| 2015/16 | 829,9          | 27.            |
| 2016/17 | 59,3           | 69.            |
| 2017/18 | 838,9          | 36.            |
| 2018/19 | 479,4          | 29.            |